# Airbus A380
Az Airbus A380-as kétszintes, négyhajtóműves, szélestörzsű utasszállító repülőgép, az európai Airbus vállalat terméke. Az A380 jelenleg a világ legnagyobb utasszállító repülőgépe. Első felszállását 2005. április 27-én hajtotta végre a franciaországi Toulouse-ból, első menetrend szerinti útját 2007. október 25-én teljesítette Szingapúr és Sydney között a Singapore Airlines színeiben. Méretei miatt hamar ráragadt a „Superjumbo” becenév. A repülőgép magyar repülőtéren (a Liszt Ferenc Nemzetközi Repülőtéren) először 2011. október 2-án szállt le reprezentációs céllal (a repülőtér jelenleg nem teljesen alkalmas az Airbus A380-as kiszolgálására). A Lufthansa tulajdonában lévő gép két órát töltött itt, a sajtó képviselői kívülről-belülről megnézhették, majd látványos manőver keretében elrepült. Magyarország légterében is rendszeresen megfordul.
Az A380-as felső szintje a Boeing 747-es felső szintjével ellentétben a géptörzs egészén végigfut, és a felső utastér szélessége megfelel egy szélestörzsű gép utasterének szélességével. Az A380–800-as felhasználható utastere 550 m2, amely 40%-kal több, mint a második legnagyobb utasszállító repülőgép, a Boeing 747–8-as utastere. A négyosztályos kabinelrendezésben 544 fő befogadására képes gép kapacitása egyosztályos elrendezésben eléri a 853 főt.
2019-ben bejelentették, hogy mivel évek óta új megrendelést nem kapott a cég, az Airbus felkészült az A380-as gyártásának leállítására. Az utolsóként legyártott példány 2021 decemberében állt forgalomba a típus legnagyobb üzemeltetője, az Emirates légitársaság flottájában.

## Fejlesztése

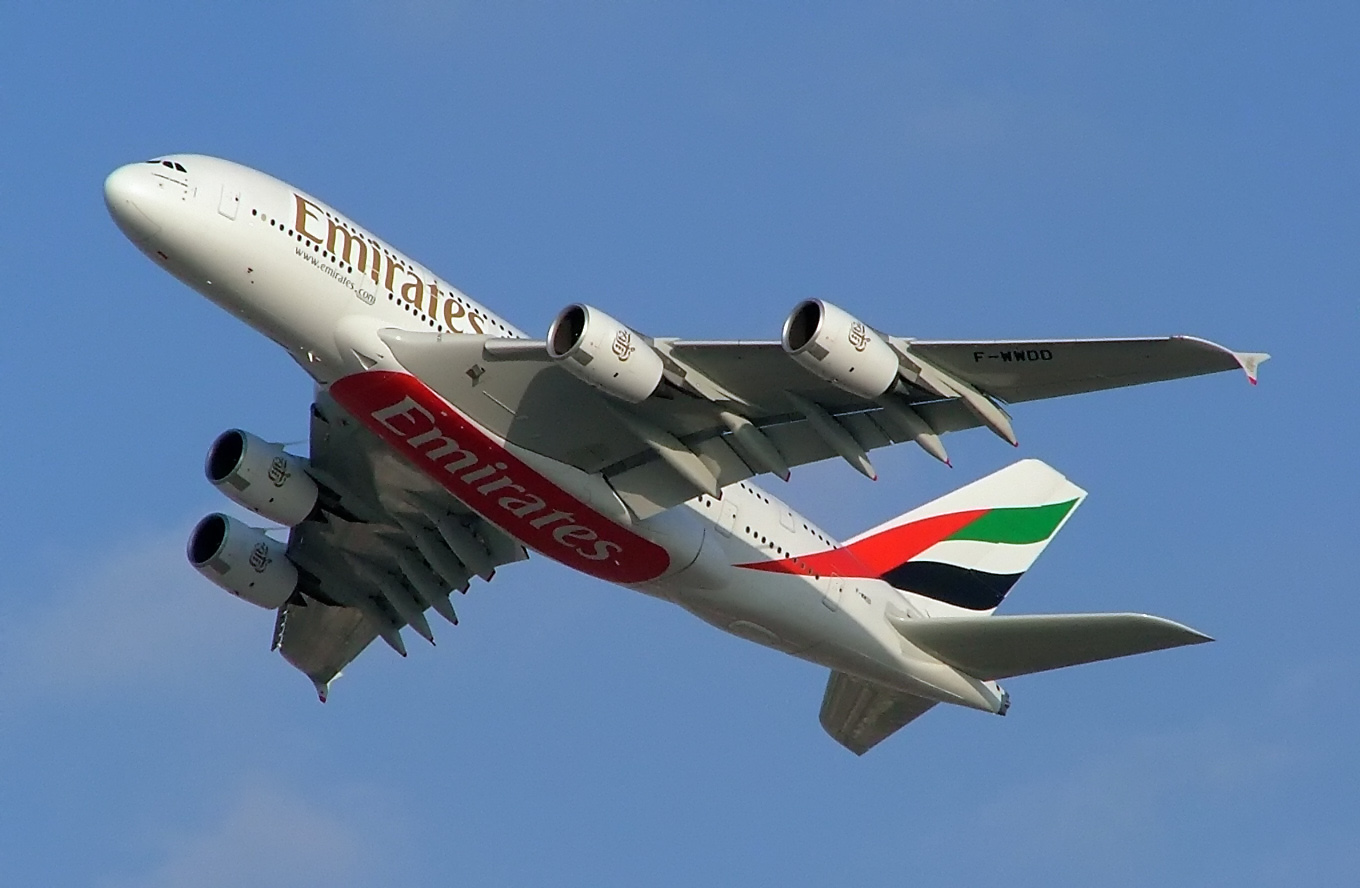
Airbus A380 az Emirates színeiben a 2005-ös dubaji repülőnapokon

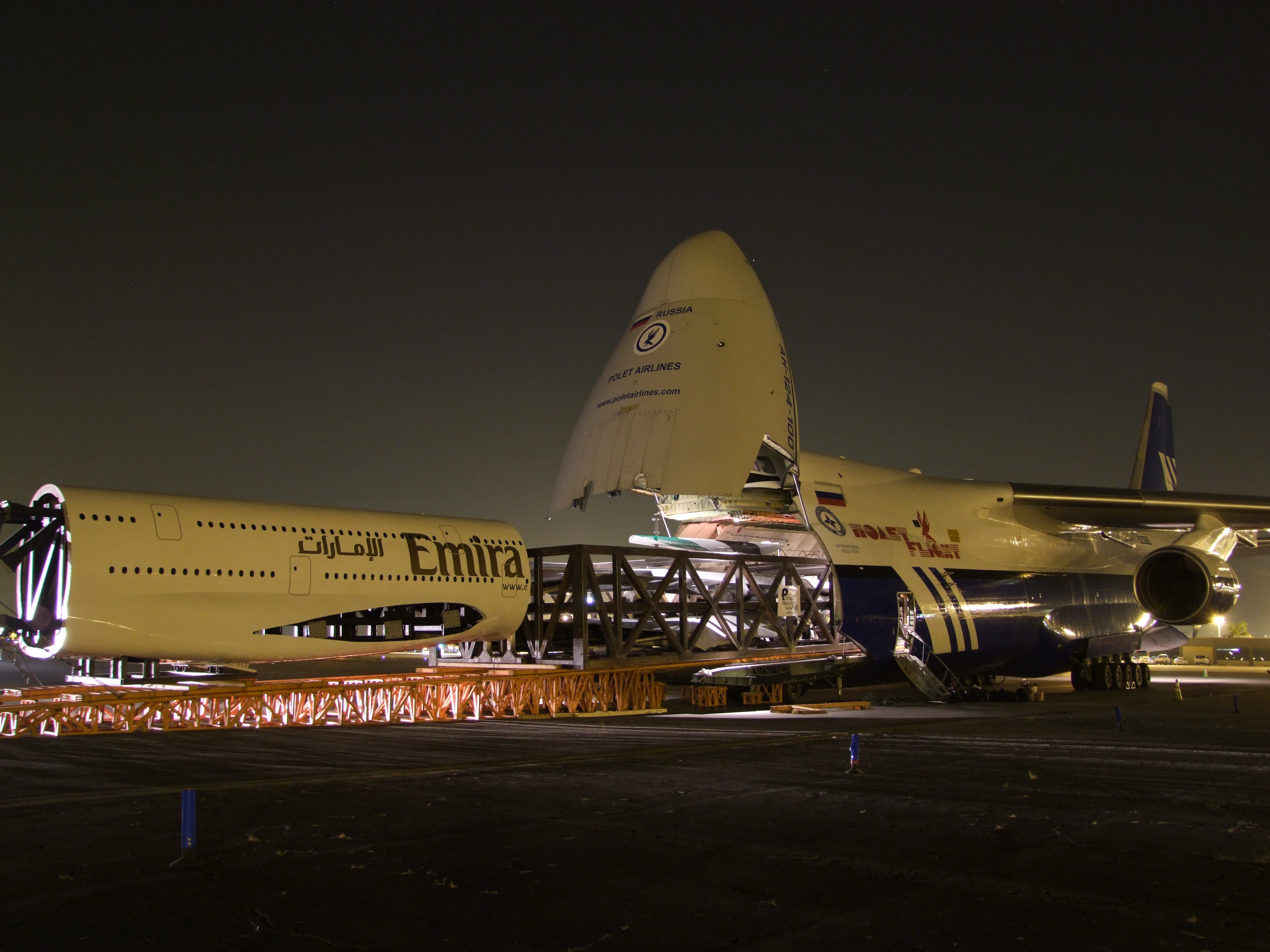
A Polet Airlines egyik bérelt An–124 Ruszlanjából rakodják ki az Emirates A380 1/3 méretarányú makettjének törzsközép-szekcióját

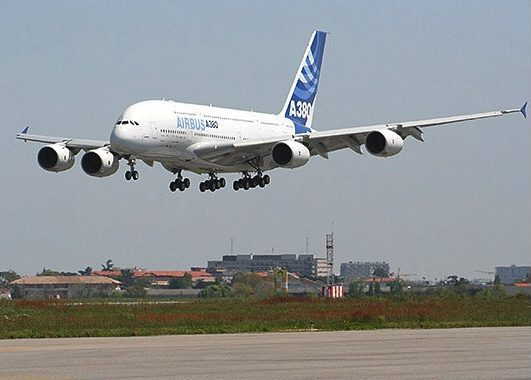
A prototípus első leszállása 2005. április 27-én

Az Airbus mérnökei már 1988 nyarán elkezdték egy több mint 800 utast szállítani képes nagy befogadóképességű repülőgép fejlesztését. Céljuk az volt, hogy bővítsék az Airbus termékkínálatát és megtörjék a Boeing dominanciáját a nagykapacitású gépek piacán, amelyet a a Boeing a 747-esnek köszönhetően az 1970-es évektől élvezett; az akkori legújabb változatot, a 747–400-as, ezidőtájt kezdték tesztelni az Egyesült Államokban. Több másik cég is vizsgálta nagy utasbefoagadó kapacitású gépek megépítését, így a Lockheed és a McDonnell Douglas is, ám a McDonnell Douglas tervezett kétszintes MD–12-esére a cég nem talált vevőt.:7. o.
A projektet a nyilvánosság előtt az 1990. évi farnboroughi repülőkiállításon jelentették be és a Boeing 747–400-ashoz képest 15%-kal kisebb üzemelési költségeket vetítettek előre. Ezt követően az Airbus négy partnere (az Aérospatiale, British Aerospace, Deutsche Aerospace AG és CASA) egy-egy csapatot hozott létre arra, hogy az új gép számára új technológiákat javasoljanak, ezek közül a legjobbakat 1992-ben választották ki.:16–31. o.
1993. januárban a Boeing és az Airbus konzorcium több részese közösen kezdte vizsgálni egy nagy utasszállító gép építését. A közös projekttel 1995. júliusban hagytak fel azután, hogy a Boeing érdeklődése megcsappant, mivel a kezdeti elemzések szerint nem térült volna meg a fejlesztési fordított becsült 15 milliárd dollár. Az Airbus azonban már korábban, 1994. júniusban elkezdte saját utasszállítója, az A3XX tervezését. Annak ellenére tettek így, hogy ekkor még csak két légitársaság tűnt érdekeltnek. Ezenfelül légügyi szakértők arra figyelmeztettek, hogy a légiközlekedés egyre decentralizáltabbá válik, a forgalmas csomópontokon keresztüli összeköttető járatok helyett egyre inkább a kisebb repülőtereket közvetlenül összekötő járatok terjednek el, amelyekhez kisebb repülőgépekre van szükség.:19. o.
Amikor az első gép 2005. április 27-én felemelkedett, majd 4 órányi próbarepülés után sikeresen földet ért, a manővert több mint 70 000 ember figyelte. A típus légialkalmassági bizonyítványát 2006. december 12-én kapta meg (egyszerre az amerikai FAA-tól és az európai EASA-tól). Első példányának átadása az első üzemeltető, a Singapore Airlines részére 2007. október 15-én történt. Az első menetrend szerinti repülésre (Szingapúr–Sydney, SQ380 járatszámmal) 2007. október 25-én került sor. A jegyeket a Singapore Airlines az eBay aukciós portálon értékesítette. A jegyek kikiáltási ára a turistaosztályra 3,80 dollár, az első osztályra 380 dollár volt. A jegybevételből befolyt 1,25 millió dollárt jótékonysági célra ajánlották fel.
Az előzetes rendelések alapján eddig már 16 légitársaság jelezte az Airbus új óriásgépe iránti igényét, így a gyártás néhány éven belül fedezhetné a tervezés költségeit, amely az eredeti számítások szerint mintegy 250 gép eladása után megtérül. Ez azonban mára már kérdésessé vált, mivel az eredeti tervekhez képest – több halasztás után – egyelőre két évet késnek a gépátadások. Az amerikai FedEx az első megrendelő, amelyik a csúszás hatására 10 darabos lekötött és 10 db opciós rendelését 2006. november 7-én lemondta, és egyúttal bejelentette 15+15 db Boeing 777-es tehergép megrendelését.
A program eddigi legnagyobb megrendelője, az Emirates a késések miatt szintén bizalmatlanná vált. A 2009-re tolódó A380–800F-átadások miatt ezek helyett is utasváltozatot rendelt. Az Emirates ezután 2006 októberében 20 Airbus A340–600-as rendelést és opciót törölt, illetve saját szakértőket küldött a gyártóhoz az A380-as típus módosított átadási menetrendjének ellenőrzésére. A sorozatgyártás 2007-es indulása után a program 2008-ban már zökkenőmentesen folytatódott, a 2007-es első átadott gépet 2008-ban már az erre az évre betervezett tizenkét darab követte.
Az Airbus 2019. februárban jelentette be, hogy 2021-ig leállítja az A380-as gyártását. Erre azután került sor, hogy az Emirates a fennmaradó 39 darab A380-as rendelését 40 A330–900-as és 30 A350–900-asra cserélte. A bejelentéskor további 17 darab (14 az Emirates és 3 az All Nippon Airways) A380-as várt összeszerelésre, amivel a leszállított gépek száma 251-re nőtt.
Ahhoz, hogy megtérüljön az A380-as fejlesztésére költött 25 milliárd dollár, az Airbusnak minden darab eladásánál legalább 90 millió dolláros profitot kellett volna termelnie. Az A380-as átlagos 445 millió dolláros vételára ezzel szemben viszont még a gyártási költségeket sem fedezte.

## Jellemzői
Az Airbus A380 legjellemzőbb, ezidáig egyedülálló tulajdonsága a kétemeletes, a gép teljes hosszában elnyúló utastér. A sugárhajtású utasszállító repülőgépek közül két szinttel eddig egyedül a Boeing 747-es típusa rendelkezett, de azon az alsó utastéren kívül fent csak a pilótafülke és egy kis méretű (első osztály: 8–16, új típusú business class 20–22, turistaosztály körülbelül 60 utas) utaskabin található, amely nem húzódik végig a test teljes hosszában, míg az Airbus A380-ason mindkét szinten, teljes hosszban, teljes értékű utastereket alakítottak ki, és ezeket változatos módon lehet variálni a megrendelők kívánsága szerint. A Singapore Airlines gépén a luxusosztályon tizenkét hálószoba áll az utasok rendelkezésére, amely külön ülésekkel és fix ággyal rendelkezik. A közel-keleti megrendelők bizonyos gépeikre éjszakai klubot és játszóteret is megálmodtak, míg a kínaiak olyan változatot is fontolgatnak, ami a nagy utasforgalom kiszolgálására csak turistaosztályú helyekkel rendelkezne. A két szintet két lépcső köti össze, a gép elején egy egyenes, a végén egy félköríves. A pilótafülke a Boeinggel ellentétben az alsó szinten található.

### Szárny
Az A380-as szárnyait 600 t-nál nagyobb maximális felszállótömeghez, valamint a tervezett de sosem gyártott nehezebb vagy hosszabb változatokhoz, a nehezebb A380F teherváltozathoz és a hosszabb A380–900-ashoz tervezték. Ekkora maximális felszállótömeghez az ideális szárnyfesztáv 90 m lett volna, de repülőtéri korlátozások arra kényszerítették az Airbust, hogy ezt 80 m alá csökkentse. Ennek következtében a szárnyhúr hosszabb, oldalviszonya 7,8 (összehasonlításképp a modernebbnek számító Airbus A350-es vagy Boeing 787-esek szárnyának oldalviszonya 9,5, ami jobb üzemanyag-hatékonyságot jelez). A szuboptimális oldalarány kb. 10%-kal csökkenti az üzemanyag-hatékonyságot és ezzel növeli a működési költségeket.

### Hajtómű
Az A380-ast vásárló légitársaságok két hajtómű közül választhattak: a Rolls-Royce Trent 900-ast vagy az Engine Alliance GP7000-est. Mindkét hajtómű az adott cégek korábbi hajtóművein alapul. A Trent 900-ast a Boeing 777-eseken található Trent 800-as légcsavarja és kompresszora továbbfejlesztésével tervezték, ezeket az Airbus A340–500-as és –600-asok Trent 500-as turbinájával ötvözték. A GP7000-es turbinája technikailag a General Electric GE90-esből eredeztethető, az első (alacsony nyomású) kompresszor a PW4000-esén alapul. Fejlesztésükkor a Rolls-Royce és az Engine Alliance arról biztosították az Airbust, hogy ezek a hajtóművek legalább tíz évig az élvonalba fognak majd tartozni, ám mindössze három múlva a Boeing 787-eshez kifejlesztett hajtóművek 10%-kal alacsonyabb üzemenyag-fogyasztást tettek lehetővé.

## Típusváltozatok

### A380–800
A 2020-as évben, leállított gyártású, utasszállító típus.

### A380–200/–900
A kezdetben az Airbus tervei között szerepelt egy megnyújtott szuperjumbó megépítése is. A fejlesztés alatt A3XX–200 majd a projekt átnevezése után A380–200-as jelzést kapó változat 2000. decemberi tervek alapján 656 főt tudott volna szállítani az 555 személyes alapváltozattal szemben. 2007 novemberére a nagyobb változat már az A380–900-as néven volt fejlesztés alatt, ez a változat háromosztályos elrendezésben 650, egyosztályos elrendezésben 900 főt tudott volna szállítani. Az érdeklődő légitársaságok között volt az Emirates, Virgin Atlantic Airways, Cathay Pacific, Air France, KLM, Lufthansa, Kingfisher Airlines és az ILFC. A –900-as változat fejlesztését 2010 májusában felfüggesztették addig, amíg a –800-as változat eladásai nem stabilizálódnak; mivel erre nem került sor, az A380–900-ast soha nem építették meg.

### A380–800F
Az Airbus 2000-től árulta az A380F jelzésű kargóváltozatot és 2010-ben állította volna szolgálatba. Alapfelszerelésben 150 t szállítására lett volna képes 10 400 km-es hatótávolságon belül. Vetélytársához, a Boeing 747–8F-hez képest 12 t-val több terhet tudott volna szállítani 2770 km-el távolabbra, de üzemeltetési költsége is magasabb lett volna. Az A380F a világ második legnagyobb teherszállító repülőgépe lett volna az Antonov An–225-ös után (az egyetlen An–225-ös 2022-ben az Ukrajna elleni orosz invázióban javíthatatlan károkat szenvedett).
2007-ben az A380F gyártását az Airbus felfüggesztette addig, amíg az utasszállító változat gyártási nehézségeit ki nem küszöbölték és a kiszállítások ütemét fel nem gyorsították. A gyártás újraindítására azonban végül sosem került sor. Nem gyártották azt a tervezett kombi változatot sem, amelynek egyik szintje utasok, másik szintje pedig teher szállítására lett volna alkalmas.
Az Airbus eredeti előrejelzései szerint akár 400 A380F-re érkezhetett volna megrendelés, az évek során azonban mindössze 4 társaság 27 darabot vásárolt: a FedEx és UPS egyenként tízet, az ILFC ötöt, az Emirates pedig kettőt. Az Emirates a két A380F-re a legelső tízgépes megrendelése során jelentett be igényt még 2000-ben, amikor a tervek szerint még az Emirates légitársaság üzemeltette volna először a szuperjumbót.

## Üzemeltető légitársaságok
2021. december 31-ig minden megrendelt A380-ast leszállítottak:
|               |          | 2001 | 2002 | 2003 | 2004 | 2005 | 2006 | 2007 | 2008 | 2009 | 2010 | 2011 | 2012 | 2013 | 2014 | 2015 | 2016 | 2017 | 2018 | 2019 | 2020 | 2021 | Összesen |
| Megrendelések | A380–800 | 78   | –    | 34   | 10   | 10   | 24   | 33   | 9    | 4    | 32   | 19   | 9    | 42   | 13   | 2    | –    | –2   | 4    | –70  | –    | –    | 251      |
| Megrendelések | A380F    | 7    | 10   | –    | –    | 10   | -17  | -10  | –    | –    | –    | –    | –    | –    | –    | –    | –    | –    | –    | –    | –    | –    | 0        |
| Leszállítások | A380–800 | –    | –    | –    | –    | –    | –    | 1    | 12   | 10   | 18   | 26   | 30   | 25   | 30   | 27   | 28   | 15   | 12   | 8    | 4    | 5    | 251      |

A típus üzemeltetői és rendelői, célállomásokkal (2020. Július):
| Légitársaság            | Aktív | Letárolva | Kivonva | Úticélok | Egyéb                           |
| ----------------------- | ----- | --------- | ------- | --- | ------------------------------- |
| Air France              | 0     | 0         | 10      | Johannesburg, New York-JFK Los Angeles, Sanghaj-Pudong Hongkong, Abidjan Mexikóváros, Washington Dulles San Francisco | 2020. Június 26. – Búcsúrepülés |
| All Nippon Airways      | 3     | 0         | 0       | Tokyo(NRT)-Honululu(HNL) | -                               |
| Asiana Airlines         | 6     | 0         | 0       | Bangkok Frankfurt Hongkong Los Angeles New York-JFK | –                               |
| British Airways         | 12    | 0         | 0       | Los Angeles, Hongkong Johannesburg Washington-Dulles Szingapúr, San Francisco Miami Vancouver (2016. október 1-ig) | –                               |
| China Southern Airlines | 0     | 0         | 5       | Shanghai-Pudong Los Angeles Amszterdam (2016. október 29-ig) | –                               |
| Emirates                | 116   | 0         | 0       | London-Heathrow Manchester, Dzsidda Párizs-CDG New York-JFK Auckland, Sydney-n át Peking, Toronto Bangkok, Szöul Hongkong, München Sanghaj-Pudong Kuala Lumpur, Amszterdam Auckland, Melbourne-ön át Szingapúr, Los Angeles Hamburg Auckland, Brisbane-en át Mauritius, Zürich, Róma Barcelona, London-Gatwick Kuvaitváros, Mumbai Frankfurt, Dallas Mumbai, San Francisco Milánó-Malpensa, Houston Perth, Düsseldorf Madrid, Koppenhága Birmingham Washington-Dulles, Prága Tajpej, Bécs | –                               |
| Etihad Airways          | 7     | 3         | 0       | London-Heathrow Sydney, New York-JFK, Mumbai Melbourne, Brisbane | –                               |
| Korean Air              | 7     | 0         | 3       | New York-JFK, Los Angeles Atlanta (2016. augusztus 29-ig) Párizs-CDG London-Heatrow | –                               |
| Lufthansa               | 8     | 0         | 4       | Bangkok (télen) Szingapúr Houston Sanghaj-Pudong Miami San Francisco Delhi Los Angeles Hongkong New York-JFK (2016. október 29-ig) Peking (2016. október 29-ig ) Szöul (2016. október 13-ig) |                                 |
| Malaysia Airlines       | 0     | 0         | 6       | London-Heathrow Párizs-CDG | –                               |
| Qantas                  | 10    | 0         | 2       | London-Heathrow, Dubajon át Los Angeles Dallas | –                               |
| Qatar Airways           | 8     | 0         | 2       | London-Heathrow, Párizs-CDG Bangkok, Kanton, Brisbane | –                               |
| Singapore Airlines      | 12    | 0         | 12      | Sydney London-Heathrow Párizs-CDG Los Angeles, Tokió-Naritán át (2016. október 22-ig) Hongkong, Zürich New York-JFK, Frankfurton át Sanghaj-Pudong Delhi, Mumbai Peking Melbourne (2016. szeptember 3-ig) | –                               |
| Thai Airways            | 0     | 0         | 6       | Tokió-Narita Párizs-CDG, Hongkong London-Heathrow | –                               |
| Összesen                | 169   | 20        | 33      | |                                 |

## Balesetek
Az Airbus A380 típussal repülés közben eddig egy baleset történt, aminek nem voltak áldozatai, és a repülőgép sem szenvedett javíthatatlan sérülést.
- 2010. november 4-én a Qantas Airways egyik A380–842 (VH–OQA) repülőgépén hajtóműhiba lépett fel. A személyzet repülés közben rendellenességet (PAN) és lehetséges hajtóműhibát jelentett. A hajtóművön nyílt sérüléses hiba (ún. uncontained engine failure) keletkezett, a repülőgép szárnya is megsérült, a tüzelőanyag folyni kezdett, valamint hidraulikai és elektromos rendszerek is sérültek. A repülőgép sikeres landolása után az 1. számú hajtóművet nem lehetett leállítani, ezért az utasokat a gép jobb oldali ajtóin keresztül szállították ki. A bal oldalon járó hajtóművet két órával később a tűzoltók segítségével lefojtották. A sérüléseket a 2. számú hajtóműből elszabadult kompresszorjárókerék-darabok okozták.[36]
- 2011. április 11-én az Air France egyik A380-asa egy New York-i repülőtér kifutópályáján összeütközött a Comair légitársaság Bombardier CRJ700ER típusú repülőgépével. Személyi sérülés nem történt.[37]
- 2017. szeptember 30-án szintén történt egy hajtómű meghibásodás. Az Air France Párizsból Los Angelesbe tartó A380-asa Kanadában hajtott végre kényszerleszállást. Személyi sérülés ebben az esetben sem történt. A hajtóművek meghibásodása mindkét esetben ugyan azon ok miatt történt. Egy magas nyomású olaj vezeték gyártási hibájából adódott repedés okozott robbanás szerű tüzet a hajtóművekben.[38]

## Műszaki adatok

Az Airbus A380 üléselrendezése
(balra az alsó, jobbra a felső szint látható)

Az Airbus A380 keresztmetszete a két utasszinttel és a poggyásztérrel

A világ legnagyobb repülőgépeinek méret szerinti összehasonlítása

| Méretek                             | A380–800                                                                  | A380–800F                                    |
| ----------------------------------- | ------------------------------------------------------------------------- | -------------------------------------------- |
| Hossz                               | 72,72 m                                                                   | 73 m                                         |
| Magasság                            | 24,10 m                                                                   | 24,10 m                                      |
| Törzsátmérő                         | 7,14 m                                                                    | 7,14 m                                       |
| Utastér szélessége                  | fő fedélzet: 6,54 m felső fedélzet: 5,80 m                                |                                              |
| Utastér hossza                      | fő fedélzet: 49,90 m felső fedélzet: 44,93 m                              | 50,68 m                                      |
| Szárny fesztávolsága                | 79,8 m                                                                    | 79,8 m                                       |
| Szárnyfelület                       | 846 m²                                                                    | 846 m²                                       |
| Szárnynyilazás                      | 33,5°                                                                     | 33,5°                                        |
| Futómű tengelytáv                   | 31,88 m                                                                   | 30,4 m                                       |
| Nyomtávolság                        | 14,3 m                                                                    | 14,3 m                                       |
| Tömeg                               | A380–800                                                                  | A380–800F                                    |
| Legnagyobb gurulótömeg              | 562 t                                                                     | 592 t                                        |
| Legnagyobb felszállótömeg           | 560 t                                                                     | 590 t                                        |
| Legnagyobb leszállótömeg            | 386 t                                                                     | 427 t                                        |
| Legnagyobb tömeg (üzemanyag nélkül) | 361 t                                                                     | 402 t                                        |
| Üzemanyag mennyisége                | 310 000 liter                                                             | 310 000 liter                                |
| Üzemeltetési adatok                 | A380–800                                                                  | A380–800F                                    |
| Hajtóművek (4 db)                   | Rolls-RoyceTrent 970 Engine Alliance GP7270                               | Rolls-Royce Trent 900 Engine Alliance GP7000 |
| Hajtóművek tolóereje egyenként      | 310 kN – GP7270 320 kN – GP7272 310 kN – Trent 970/B 320 kN – Trent 972/B | 340 kN                                       |
| Személyzet                          | két pilóta + utaskísérők                                                  | két pilóta                                   |
| Ülések száma                        | 300 (3 osztályon) 644 (2 osztályon) 853 (1 osztályon)                     | –                                            |
| Hatótávolság                        | 15 200 km                                                                 | 10 400 km                                    |
| Utazósebesség                       | 0,89 Mach (945 km/h)                                                      | 0,89 Mach (945 km/h)                         |
| Max. repülési sebesség              | 0,96 Mach (1020 km/h)                                                     | 0,96 Mach (1020 km/h)                        |

## Érdekességek
- Az Airbus A380 megjelenésének és 2005-ös próbarepülésének hatására döntöttek úgy filmesek, hogy a 2006-os Casino Royale című James Bond-filmben is szerepeltetnek egy prototípus óriásgépet, amely az addigi legnagyobb utasszállító a világon. Ez a fiktív gép a "Skyfleet S570" névre hallgatott, és a British Airways egy leselejtezett Boeing 747-200-as gépének CGI-s módosításával hozták létre.[39]
- 2016. december 1-jétől megnyitotta az Emirates a Dubai–Doha járatát, melyet A380-asokkal repül. Ez a Föld legrövidebb útvonala, amelyen superjumbók teljesítenek szolgálatot. A menetidő 1 óra 10 perc.[40]

## Fordítás
- Ez a szócikk részben vagy egészben  az   A380 című német Wikipédia-szócikk fordításán alapul.  Az eredeti cikk szerkesztőit annak laptörténete sorolja fel. Ez a jelzés csupán a megfogalmazás eredetét és a szerzői jogokat jelzi, nem szolgál a cikkben szereplő információk forrásmegjelöléseként.